# Georg Christoph von Mangoldt
Georg(e) Christoph von Mangoldt (* 5. Juli 1717 in Schöneck/Vogtl.; † 27. April 1796 in Schilbach) war ein höherer kursächsischer Beamter und Unternehmer. Er war Kreishauptmann des Vogtlandes, Hammerherr auf dem Hammerwerk Tannenbergsthal und Besitzer des Ritterguts Schilbach.

## Leben
Georg Christoph von Mangoldt entstammte dem alten osterländischen Adelsgeschlecht der von Mangoldt aus Posern bei Weißenfels. Sein Vater war Georg Friedrich von Mangoldt (1649–1718), Herr auf Schilbach. Er trat in den Dienst der Wettiner in Dresden und wurde deren Kreishauptmann in Plauen. 1749 kaufte er von den Erben des verstorbenen Hammerherrns Johann Wilhelm Baumann dessen drei Jahre bereits stillstehendes Hammerwerk Tannenbergsthal und wurde damit selbst zum Hammerherrn im sächsischen Vogtland.
1780 richtete er auf dem Hammerwerk Tannenbergsthal eine Drahthütte ein.